# يوشيكييو كوبوياما
يوشيكييو كوبوياما (باليابانية: 久保山 由清) (21 يوليو 1976 في يايزو في اليابان – )؛ هو لاعب كرة قدم ياباني سابق كان يلعب كمهاجم.

## وصلات خارجية
- يوشيكييو كوبوياما على موقع رابطة كرة القدم اليابانية للمحترفين (اليابانية)
- يوشيكييو كوبوياما على موقع قاعدة بيانات كرة القدم.إي يو (الإنجليزية)
- يوشيكييو كوبوياما على موقع عالم كرة القدم.نت (الإنجليزية)